# Canton de Metz-3
Le canton de Metz-3 est une circonscription électorale française du département de la Moselle.

## Histoire
Un nouveau découpage territorial de la Moselle entre en vigueur à l'occasion des élections départementales de 2015. Il est défini par le décret du 18 février 2014, en application des lois du 17 mai 2013 (loi organique 2013-402 et loi 2013-403). Les conseillers départementaux sont, à compter de ces élections, élus au scrutin majoritaire binominal mixte. Les électeurs de chaque canton élisent au Conseil départemental, nouvelle appellation du Conseil général, deux membres de sexe différent, qui se présentent en binôme de candidats. Les conseillers départementaux sont élus pour 6 ans au scrutin binominal majoritaire à deux tours, l'accès au second tour nécessitant 12,5 % des inscrits au 1er tour. En outre la totalité des conseillers départementaux est renouvelée. Ce nouveau mode de scrutin nécessite un redécoupage des cantons dont le nombre est divisé par deux avec arrondi à l'unité impaire supérieure si ce nombre n'est pas entier impair, assorti de conditions de seuils minimaux. Dans la Moselle, le nombre de cantons passe ainsi de 51 à 27.
Le canton de Metz-3 est formé d'une fraction de la commune de Metz. Il est entièrement inclus dans l'arrondissement de Metz. Le bureau centralisateur est situé à Metz.

## Représentation
| Période élective | Période élective | Mandat | Mandat   | Identité         | Nuance | Nuance | Qualité |
| ---------------- | ---------------- | ------ | -------- | ---------------- | ------ | ------ | --- |
| 2015             | 2021             | 2015   | 2021     | Sébastien Koenig |        | PS     | Président du groupe PS adjoint au maire de Metz jusqu'en 2020                                               |
| 2015             | 2021             | 2015   | 2021     | Sélima Saadi     |        | PS     | Comptable bancaire Adjointe au maire de Metz jusqu'en 2020                                                  |
| 2021             | 2028             | 2021   | en cours | Emmanuel Lebeau  |        | DVD    | Expert-comptable et chef d'entreprise, conseiller municipal de Metz                                         |
| 2021             | 2028             | 2021   | en cours | Anne Stémart     |        | LR     | Coordinateur de projets de santé, adjointe au maire de Metz, 14ème Vice-Présidente du conseil départemental |

### Résultats détaillés

#### Élections de mars 2015
À l'issue du 1er tour des élections départementales de 2015, deux binômes sont en ballottage : Nathalie Dalmar et Jean-Michel Rossion (FN, 23,95 %) et Sébastien Koenig et Sélima Saadi (PS, 22,09 %). Le taux de participation est de 46,3 % (11 926 votants sur 25 756 inscrits) contre 44,87 % au niveau départemental et 50,17 % au niveau national.
Au second tour, Sébastien Koenig et Sélima Saadi (PS) sont élus avec 60,58 % des suffrages exprimés et un taux de participation de 43,96 % (6 082 voix pour 11 322 votants et 25 756 inscrits).

#### Élections de juin 2021
Le premier tour des élections départementales de 2021 est marqué par un très faible taux de participation (33,26 % au niveau national). Dans le canton de Metz-3, ce taux de participation est de 27,36 % (6 919 votants sur 25 285 inscrits) contre 26,75 % au niveau départemental. À l'issue de ce premier tour, deux binômes sont en ballottage : Emmanuel Lebeau et Anne Stemart (DVD, 29,41 %) et Yoan Hadadi et Sélima Saadi (Union à gauche avec des écologistes, 21,69 %).
Le second tour des élections est marqué une nouvelle fois par une abstention massive équivalente au premier tour. Les taux de participation sont de 34,36 % au niveau national, 27,16 % dans le département et 29,28 % dans le canton de Metz-3. Emmanuel Lebeau et Anne Stemart (DVD) sont élus avec 57,82 % des suffrages exprimés (4 013 voix pour 7 405 votants et 25 291 inscrits),,.

## Composition
| Nom                          | Code Insee | Intercommunalité      | Superficie (km2) | Population (dernière pop. légale)                 | Densité (hab./km2) | Modifier                                    |
| ---------------------------- | ---------- | --------------------- | ---------------- | ------------------------------------------------- | ------------------ | ------------------------------------------- |
| Metz (bureau centralisateur) | 57463      | Eurométropole de Metz | 41,94            | Fraction : 41 550 (2022) Commune : 121 695 (2022) | 2 902              | modifier les données · modifier les données |
| Canton de Metz-3             | 5713       |                       |                  | 41 550 (2022)                                     |                    | modifier les données                        |

Le canton de Metz-3 comprend la partie de la commune de Metz non incluse dans les cantons de Metz-1 et de Metz-2.

## Démographie
En 2022, le canton comptait 41 550 habitants, en évolution de +5,69 % par rapport à 2016 (Moselle : +0,52 %, France hors Mayotte : +2,11 %).
| 2013   | 2018   | 2022   |
| ------ | ------ | ------ |
| 38 957 | 39 081 | 41 550 |